# Бурлак, Иван Емельянович
Ива́н Емелья́нович Бурла́к (8 октября 1909, Оратовский район, Киевская губерния — 12 декабря 1994, Кожанка, Винницкая область) — старшина Рабоче-крестьянской Красной Армии, участник Великой Отечественной войны, Герой Советского Союза (1945).

## Биография
Иван Бурлак родился 8 октября 1909 года в селе Кожанка (ныне — Оратовский район Винницкой области Украинской ССР) в крестьянской семье.
Получил начальное образование, работал в колхозе. В июне 1941 года был призван на службу в Рабоче-крестьянскую Красную Армию. С июля 1941 года — на фронтах Великой Отечественной войны. В 1943 году вступил в ВКП(б). К маю 1944 года старший сержант Иван Бурлак командовал пулемётным расчётом 897-го горнострелкового полка 242-й горнострелковой дивизии Приморской армии 4-го Украинского фронта. Отличился во время освобождения Севастополя.
7 мая 1944 года на подступах к Севастополю, несмотря на массированный вражеский огонь, Бурлак выдвинулся с пулемётом во фланг немецкого подразделения и уничтожил несколько десятков вражеских солдат и офицеров. В ночь с 7 на 8 мая 1944 года в рукопашном бою уничтожил немецкого солдата и 3 взял в плен. 8 мая огнём с фланга уничтожил ещё более взвода немецких солдат и офицеров, сорвав тем самым попытки врага выйти из окружения.
Указом Президиума Верховного Совета СССР от 24 марта 1945 года старший сержант Иван Бурлак был удостоен высокого звания Героя Советского Союза с вручением ордена Ленина и медали «Золотая Звезда».
После окончания войны в звании старшины Бурлак был демобилизован, работал в родном селе, был избран председателем. Жил в селе Кожанка и скончался 12 декабря 1994 года.
Был также награждён орденами Отечественной войны 1-й степени и Славы 2-й и 3-й степеней, а также рядом медалей.